# Koigi (Saaremaa)
Koigi (Duits: Koik) is een plaats in de Estlandse gemeente Saaremaa, provincie Saaremaa. De plaats heeft de status van dorp (Estisch: küla).
Tot in oktober 2017 lag de plaats in de gemeente Pöide. In die maand ging Pöide op in de fusiegemeente Saaremaa.

## Bevolking
Het dorp had 38 inwoners op 31 december 2011 en 44 inwoners op 31 december 2021.

## Ligging
Ten westen van Koigi ligt het natuurgebied Koigi maastikukaitseala, 23,71 km² groot. Het moerasgebied Koigi soostik, 39,8 km² groot, ligt voor een deel in dit natuurgebied.

## Geschiedenis
Koigi werd in 1441 onder de naam Koicke voor het eerst genoemd. In 1526 was sprake van een landgoed Koigi. De naam is afgeleid van een eigennaam.
In 1977 werd Koigi bij het buurdorp Kahutsi gevoegd. In 1997 werd het weer een zelfstandig dorp.